# Fracción Trotskista - Cuarta Internacional
La Fracción Trotskista por la Cuarta Internacional (FT-CI) es una asociación internacional integrada por organizaciones políticas de tendencia trotskista, y que tiene como objetivo la reconstrucción de la Cuarta Internacional.

## Historia
Tiene su origen en la expulsada Fracción Internacionalista Bolchevique del Movimiento al Socialismo (MAS). El MAS fue la sección argentina de la Liga Internacional de los Trabajadores - Cuarta Internacional (LIT-CI). Inicialmente, la Fracción Bolchevique Internacionalista se consideraban una facción externa de la LIT-CI y, por tanto, sus militantes exigían la revisión de las expulsiones consideradas injustas.
La Fracción Bolchevique Internacionalista se transformó en el Partido de los Trabajadores Socialistas (PTS). En 1989, el Partido Obrero Socialista (POS) de México, posteriormente rebautizado como Liga de Trabajadores Socialistas (LTS), también fue expulsado de la LIT-CI. El PTS y el POS fundaron la Fracción Internacionalista de la LIT-CI (FILIT-CI) en 1989.
De 1988 a 1990 el PTS sufrió tres escisiones: la primera cuando un número de militantes volvió al Movimiento al Socialismo (1982) (MAS), la segunda cuando otro grupo de militantes simpatizó con el Workers Revolutionary Party - Worker Press británico y la tercera cuando los simpatizantes de León Pérez (antiguo miembro del Secretariado Internacional de la LIT) decidieron seguir una perspectiva de partido de masas (en contraposición a la de partido de vanguardia).
Estas escisiones obligaron al PTS a hacer un balance y una autocrítica. Esto resultó en un desarrollo adicional. El PTS y la FILIT-CI cuestionaron la actualización del Programa de Transición formulado por el líder de la LIT-CI, Nahuel Moreno, entendiéndolo como opuesto a la Teoría de la Revolución Permanente de León Trotsky. El PTS y la FILIT-CI consideraron la actualización de Moreno como una "revisión antitrotskista" de la Teoría de la Revolución Permanente de León Trotski. El PTS y la FILIT-CI rompieron con la tradición/herencia política y la ideología de Moreno, conocida como "Morenismo", así como con su tendencia (la LIT-CI). La FILIT-CI fue renombrada Facción Internacionalista.
En 1996 se fundó Fracción Trotskista - Estrategia Internacional. Para 2004 estaba integrado por el PTS de Argentina, la Liga de Trabajadores por el Socialismo (México) (LTS), la Liga Obrera Revolucionaria por la Cuarta Internacional (LOR-CI) de Bolivia, la Estrategia Revolucionaria de Brasil, la Clase contra Clase de Chile, así como militantes simpatizantes en Europa.
En 2004, en su segunda conferencia internacional, la FT decidió cambiarse el nombre de Estrategia Internacional a Cuarta Internacional.
A raíz de la crisis económica y de las movilizaciones en diversos países, la FT-CI ha crecido en América Latina y Europa y actualmente promueve la formación de un nuevo agrupamiento: un Movimiento por una Internacional de la Revolución Socialista - Cuarta Internacional, cuyo manifiesto fue actualizado en 2021 al calor de nuevos desarrollos en la geopolítica internacional. Impulsa la organización de mujeres feministas socialistas Pan y Rosas en los diferentes países donde interviene.
Sus principales publicaciones son la revista Estrategia Internacional y la red de periódicos La Izquierda Diario, editada en siete idiomas.

## Red InternacionalLa Izquierda Diario

La Izquierda Diario

La Izquierda Diario se lanzó en Argentina el 16 de septiembre de 2014. Fue una iniciativa del Partido de los Trabajadores Socialistas (PTS) para llegar a los cientos de miles de personas que votaban por los candidatos del Frente de Izquierda de los Trabajadores. El periódico en línea se convirtió rápidamente en una fuente de noticias para los trabajadores, los jóvenes y el movimiento de mujeres en toda Argentina.
En los años siguientes fueron lanzados en diversos países sitios hermanos a La Izquierda Diario, creados por los grupos que componen la Fracción Trotskista - Cuarta Internacional, y llevando a cabo una de diarios. Entre 2015 y 2019 se lanzó La Izquierda Diario en México, España, Chile, Venezuela, Uruguay y Bolivia, y Esquerda Diário en Brasil, Révolution Permanente en Francia, Left Voice en Estados Unidos, Klasse gegen klasse en Alemania y La Voce Delle Lotte en Italia. Finalmente en 2020 se sumaron La Izquierda Diario en Perú y Costa Rica. 
Se trata de la red de publicaciones socialistas y revolucionarias más importante que existe en la actualidad con 14 diarios en 7 idiomas (castellano, inglés, portugués, francés, italiano, alemán y catalán). En abril de 2020 llegó a un récord de 13 000 000 de visitas sumando los ingresos de todos los sitios de la red.[cita requerida]

## Secciones nacionales
| Secciones plenas        | Secciones plenas                                                   | Secciones plenas                                           | Sitios                                                                               |
| ----------------------- | ------------------------------------------------------------------ | ---------------------------------------------------------- | ------------------------------------------------------------------------------------ |
| Alemania                |                                                                    | Organización Internacionalista Revolucionaria (RIO)        | https://www.klassegegenklasse.org/                                                   |
| Argentina               |                                                                    | Partido de los Trabajadores Socialistas (PTS)              | https://pts.org.ar/ https://www.laizquierdadiario.com/                               |
| Bolivia                 | Logo de la Liga Obrera Revolucionaria por la Cuarta Internacional. | Liga Obrera Revolucionaria - Cuarta Internacional (LOR-CI) | https://www.laizquierdadiario.com.bo/Bolivia                                         |
| Brasil                  |                                                                    | Movimiento Revolucionario de Trabajadores (MRT)            | https://www.esquerdadiario.com.br/                                                   |
| Chile                   |                                                                    | Partido de Trabajadores Revolucionarios (PTR)              | https://www.laizquierdadiario.cl/Chile                                               |
| Costa Rica              |                                                                    | Organización Socialista Revolucionaria (OSR)               | https://www.laizquierdadiario.cr/CR                                                  |
| España                  |                                                                    | Corriente Revolucionaria de los Trabajadores (CRT)         | https://crtweb.org/ https://www.izquierdadiario.es/ES https://www.esquerradiari.cat/ |
| Estados Unidos          |                                                                    | Left Voice (LV)                                            | https://www.leftvoice.org/                                                           |
| Francia                 |                                                                    | Revolución Permanente                                      | https://www.revolutionpermanente.fr/                                                 |
| Italia                  |                                                                    | Fracción Internacionalista Revolucionaria (FIR-FT)         | https://www.lavocedellelotte.it/                                                     |
| México                  |                                                                    | Movimiento de los Trabajadores Socialistas (MTS)           | https://www.laizquierdadiario.mx/Mexico                                              |
| Perú                    |                                                                    | Corriente Socialista de las y los Trabajadores (CST)       | https://www.laizquierdadiario.pe/Peru                                                |
| Uruguay                 |                                                                    | Corriente de Trabajadores por el Socialismo (CTS)          | https://www.laizquierdadiario.com.uy/Uruguay                                         |
| Venezuela               |                                                                    | Liga de Trabajadores por el Socialismo (LTS)               | https://www.laizquierdadiario.com.ve/Venezuela                                       |
| Secciones simpatizantes | Secciones simpatizantes                                            | Secciones simpatizantes                                    | Sitios                                                                               |
| Corea del Sur           |                                                                    | March to Socialism                                         | https://socialism.jinbo.net/                                                         |

Organizaciones que dejaron de formar parte de la FT-CI:
- Grupo Comunista Revolucionario Internacionalista (CRI) - Francia (Ingresó en 2008 como sección simpatizante[13] pero con la creación del NPA se disolvió dentro de la Tendencia  CLAIRE, siglas de "Tendencia por el Comunismo, la Lucha Autoorganizada, Internacionalista y Revolucionaria")[14][15]
- Liga de la Revolución Socialista (LRS) - Costa Rica (Ingresó en 2008 como sección plena[13]  pero se disolvió en 2014).